# Schutzpolizei

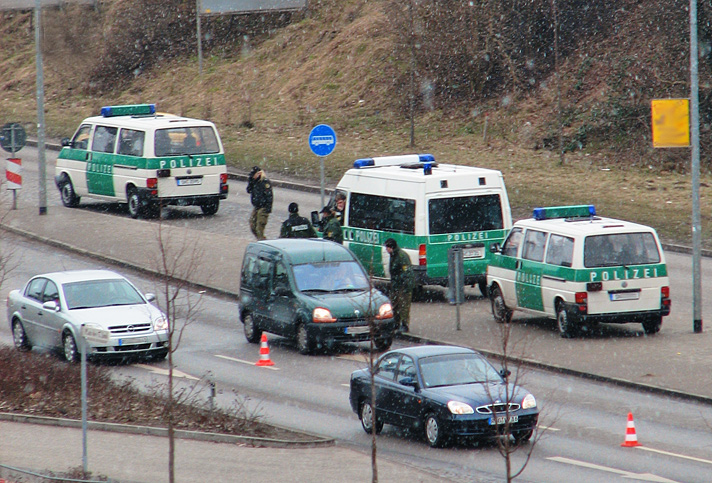
Contrôle routier (2006)

La Schutzpolizei (litt. « police de protection ») est chargée de la sécurité publique dans les villes allemandes. Elle dépend de chaque Landespolizei. Ses membres populairement surnommés Schupo (comme l'ensemble de cette police) travaillèrent en uniforme vert pâle à partir de 1976.

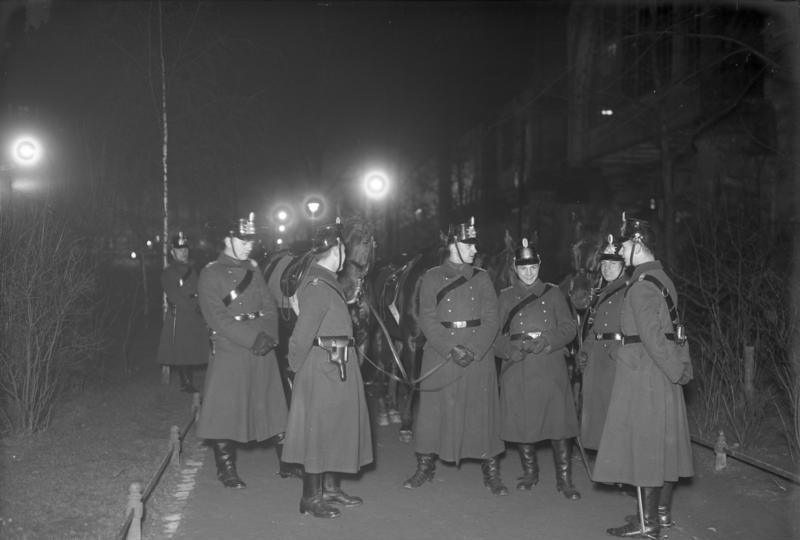
Schupos dans les années 1930. Notez le shako en cuir à couvre nuque caractéristique

## Histoire
La Schupo nait en 1872 dans la ville de Berlin d'une scission des missions de la Kriminalpolizei. 
Les troubles spartakistes de 1919 et le traité de Versailles la maintinrent en place. Elle dispose même de quelques automitrailleuses, de Luger P08, de Bergmann MP18 et autres Mauser G98 dans le cadre des missions de maintien de l'ordre dans la république de Weimar. 
Sous le IIIe Reich, elle sert de socle à l'Ordnungspolizei, un organe de l’État nazi.
En 1943-1944, la Schutzpolizei allemande assassine environ 2 000 civils polonais dans les exécutions de rue dans Varsovie occupée, jusqu'à l'éclatement de l'insurrection de Varsovie.
Elle reçoit durant la Seconde Guerre mondiale du matériel militaire lourd dont deux compagnies de chars Ansaldo P26/40.

## Missions
Elle lutte contre les délits commis sur la voie publique. Ses missions comprennent aussi la prévention.